# Интернет в Италии
Домен верхнего уровня для Италии — it, используется также общеевропейский домен .eu.
В настоящее время доступ в Интернет в Италии осуществляется с использованием различных технологий, включая Dial-Up, кабель, DSL и беспроводной Интернет.
По данным Совета Европы, Италия является одним из крупнейших рынков FTTH в Европе, с более чем 2,5 миллиона домов, подключённых к оптоволоконным сетям в конце декабря 2010 года. На ту же дату в стране насчитывалось около 348 тысяч абонентов оптоволоконных сетей. Консорциум Интернет-провайдеров, включающий компании Fastweb, Vodafone и Wind, выдвинул проект «Оптоволокно для Италии», согласно которому предполагается достичь уровня подключения к оптоволокну до 20 миллионов человек в 15 крупнейших городах Италии к 2015 году, а Telecom Italia планирует подключить 138 городов к 2018 году. Кроме того, правительство начало проект «Цифровая Италия», который призван обеспечить не менее 50 % итальянцев высокоскоростным доступом в Интернет в 2020 году, а также расширить оптоволоконные сети в сельской местности.
Данные, опубликованные Национальным институтом статистики, показали, что в конце 2011 года 58,8 % итальянских семей имели персональный компьютер (57,6 % в 2010), 54,5 % имели доступ к Интернету (52,4 % в 2010) и 45,8 % имели широкополосный доступ в Интернет (по сравнению с 43,4 % в 2010), 26,3 % итальянских интернет-пользователей в возрасте от 14 лет и старше совершали покупки онлайн в 2011 году (26,4 % в 2010 году).

## Правовое регулирование
Поправки в антитеррористические законы Италии, внесенные после террористических актов в Мадриде и в Лондоне в 2005 году, ограничивают открытие новых точек доступа Wi-Fi. Желающие открыть хот-спот должны подать заявление в штаб-квартиру полиции, а пользователи Интернета должны представлять документ, удостоверяющий личность. Из-за этого количество точек с Wi-Fi в Италии в 5 раз меньше, чем во Франции и, по сути дела, в Италии отсутствуют муниципальные беспроводные сети.
В настоящее время контент-фильтры в Италии применяются на веб-сайтах, размещающих детскую порнографию и на некоторых P2P файлообменниках (в том числе The Pirate Bay). Также ведется фильтрация сайтов онлайновых игр, которые не имеют лицензии на работу в Италии.